# Atalpa
Atalpa är en ort i Mexiko.   Den ligger i kommunen Tlatlauquitepec och delstaten Puebla, i den sydöstra delen av landet, 180 km öster om huvudstaden Mexico City. Atalpa ligger 1 893 meter över havet och antalet invånare är 560.
Terrängen runt Atalpa är huvudsakligen kuperad, men norrut är den bergig. Runt Atalpa är det ganska tätbefolkat, med 199 invånare per kvadratkilometer. Närmaste större samhälle är Teziutlan, 15,5 km öster om Atalpa. I omgivningarna runt Atalpa växer huvudsakligen savannskog.